# ميكولا ماتفيينكو
ميكولا أوليكساندروفيتش ماتفيينكو (بالأوكرانية: Микола Олександрович Матвієнко) هو لاعب كرة قدم أوكراني في مركز الظهير الأيسر ولد في يوم 2 مايو 1996 في بلدة ساكي في القرم في أوكرانيا، يلعب حالياً مع نادي شاختار دونتسك وسبق له اللعب مع نادي كارباتي لفيف ونادي فورسكلا بولتافا، في سنة 2017 بدأ باللعب مع منتخب أوكرانيا لكرة القدم ويبلغ طوله 182 سم.

## روابط خارجية
- ميكولا ماتفيينكو على موقع الاتحاد الدولي (مؤرشف)  (الإنجليزية)
- ميكولا ماتفيينكو على موقع الاتحاد الأوربي (الإنجليزية)
- ميكولا ماتفيينكو على موقع اتحاد أوكرانيا (الإنجليزية)
- ميكولا ماتفيينكو على موقع قاعدة بيانات كرة القدم.إي يو (الإنجليزية)
- ميكولا ماتفيينكو على موقع ناشيونال فوتبول تيمز (الإنجليزية)
- ميكولا ماتفيينكو على موقع Soccerway.com (الإنجليزية)
- ميكولا ماتفيينكو على موقع عالم كرة القدم.نت (الإنجليزية)
- ميكولا ماتفيينكو على موقع AS.com (الإسبانية)